# 杜馬吉原住民郡政府
杜馬吉原住民郡（英語：Aboriginal Shire of Doomadgee）是澳大利亞昆士蘭州西北部的特別地方政府。由於此郡居民多為澳大利亞原住民，與州內其他地方民情有別，因此州政府於1987年成立了產權契約信託公司（Deed of Grant in Trust），以法人方式協助當地發展，並維護當地生態的成長。

## 自治會
由投票人選舉出理事以協調地方事務；主要職責在管理捕魚、酒類飲料和勞工活動。